# انتشار باور

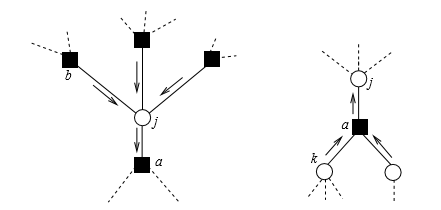
نمایش بخشی از نمودار عاملی

انتشار باور, که به عنوان مجموع-حاصلضرب انتقال پیام نیز شناخته می‌شود. یک الگوریتم انتقال-پیام برای انجام استنتاج در مدل‌های گرافی احتمالی همچون شبکه‌های بیزی و میدان تصادفی مارکوف است. به طور خلاصه این روش توزیع احتمال حاشیه ای مربوط به هر گره مشاهده نشده را مشروط بر هر گره مشاهده شده، محاسبه می‌کند. انتشار باور معمولاً در کاربردهای مختلف مربوط به زمینهٔ هوش مصنوعی یا تئوری اطلاعات مورد استفاده قرار می‌گیرد.